# 盧仲佃
盧仲佃（1521年—1596年），字汝田，又字田叔，號懷莘，浙江金華府東陽縣人，民籍，明朝政治人物。

## 生平
嘉靖三十一年（1552年）壬子科浙江鄉試第二十五名。嘉靖三十五年（1556年）丙辰科第三甲第三十六名進士。都察院观政，授福建晋江縣知縣，为政體恤愛民，三十八年調任福安縣知縣。四十年升刑部主事，四十四年调兵部，四十五年升员外、郎中，隆慶元年（1567年）升四川成都府知府。五年正月升广东按察司副使。復除湖广副使，万历三年（1575年）四月升江西左参政，五年正月升云南按察使，六年八月升廣西右布政使，告归。萬曆十一年十月舉邊才，復除廣西右布政使，十三年二月降为廣東副使。

## 家族
曾祖盧楷，號可斋，貢士；祖父盧聮；父盧尭謨，監生贈兵部员外郎。母鄭氏，贈安人、加宜人。兄仲卿（生员）、仲器（监生）、弟仲山、仲岳、仲锦，俱监生；仲祁（生员）、仲鏊（舉人）、仲球（监生）、仲音（生员）、仲訓（监生）、仲易、仲書、仲诗。
子盧洪春、洪秋、洪夏、洪冬、洪閏。盧洪夏（1545年-1617年），號禹南，嘉靖四十三年（1564年）甲子科順天鄉試舉人，出继胞兄仲卿后。歷官寶應教谕、滁州知州、南安府同知、刑部员外郎。